# Condado de Orange (Nova Iorque)
O Condado de Orange (em inglês:  Orange County) é um dos 62 condados do estado americano de Nova Iorque. A sede do condado é Goshen e a localidade mais populosa é Newburgh. Foi fundado em 1683.
O condado possui uma área de 2 172 km², dos quais 2 102 km² estão cobertos por terra e 70 km² por água, uma população de 372 813 habitantes, e uma densidade populacional de 177,3 hab/km² (segundo o censo nacional de 2010).